# تاکاشی یاماگوچی
تاکاشی یاماگوچی (ژاپنی: 山口 高志؛ زادهٔ ۲۷ نوامبر ۱۹۷۲) یک بازیکن فوتبال اهل ژاپن است.
از باشگاه‌هایی که در آن بازی کرده‌است می‌توان به باشگاه فوتبال توکیو وردی اشاره کرد.